# Calcio a 5 per sordi
Il calcio a 5 per sordi è una disciplina sia paralimpica sia deaflympics, ovvero disciplina olimpica per sordi.

## Regole
Le regole sono simili a quelle previste negli statuti sia della Federazione Italiana Giuoco Calcio sia della Federazione Sport Sordi Italia. Ci sono alcune differenze come l'uso delle bandiere colorate al posto del fischietto, per gli arbitri, ed il divieto per i giocatori di usare protesi acustiche o l'impianto cocleare nei campi durante le partite.

## Campionati

### Campionati italiani di calcio a 5 per sordi
- European Deaf Futsal Championships
- Asia Paciic Deaf Championships

### Campionato italiano di calcio a 5 Maschile
In Italia esiste Federazione Sport Sordi Italiani abbreviato FSSI, dove esiste da molti anni il campionato per sordi, si può anche andare a vedere Federazione Sport Sordi Italia
Albo d'oro
- 1987/1988: GS Ens Siena (1)
- 1988/1989: GS Ens Palermo (1)
- 1989/1990: GS Ens Palermo (2)
- 1990/1991: PS Romana (1)
- 1991/1992: PS Romana (2)
- 1992/1993: GSS Torino (1)
- 1993/1994: GSS Torino (2)
- 1994/1995: GS Ens Bologna (1)
- 1995/1996: GSS Torrens (1)
- 1996/1997: GS Ens Bari (1)
- 1997/1998: ASD Comitti 1928 (1)
- 1998/1999: ASD Comitti 1928 (2)
- 1999/2000: ASD Comitti 1928 (3)
- 2000/2001: PS Patavium (1)
- 2001/2002: PS Patavium (2)
- 2002/2003: GS Ens Modena (1)
- 2003/2004: GS Ens Ferrara (1)
- 2004/2005: GS Ens Modena (2)
- 2005/2006: GS Ens Modena (3)
- 2006/2007: ASD Rende Cosenza (1)
- 2007/2008: GS Reggio Emilia (1)
- 2008/2009: Teate 88 ENS Chieti (1)
- 2009/2010: Teate 88 ENS Chieti (2)
- 2010/2011: Real e Non Solo (1)
- 2011/2012: US Torinesi (1)
- 2012/2013: Real e Non Solo (2)
- 2013/2014: US Torinesi Futsal (2)
- 2014/2015: Spartak Zena (1)
- 2015/2016: Real e Non Solo (3)
- 2016/2017: Real e Non Solo (4)
- 2017/2018: Real e Non Solo (5)
- 2018/2019: Real e Non Solo (6)
- 2019/2020: GSS Potenza (1)
- 2020/2021: GSS Potenza (2)
- 2021/2022: Real e Non Solo (7)
- 2022/2023: Real e Non Solo (8)
- 2023/2024: GS Ens Catania (1)
- 2024/2025: Gs Ens Catania (2)

### Campionato italiano di calcio a 5 Over 40 Maschile
Albo d'oro
- 2004: UCSS Cavensi (1)
- 2005: GS Ens Modena (1)
- 2006: GS Ens Messina (1)
- 2007: Patavini (1)
- 2008: Patavini (2)
- 2009: Sordapicena (1)
- 2010: GS Ens Messina (2)
- 2011: USS Bergamo (1)
- 2012: Sordi Bari (1)
- 2013: Sordapicena (2)
- 2014: Sordapicena (3)
- 2015: Sordapicena (4)
- 2016: Sordapicena (5)
- 2017: GSS Modena (2)
- 2018: SSS Milano (1)
- 2019: Sordapicena (6)
- 2020: Sospeso per la pandemia di COVID-19
- 2021: Sospeso per la pandemia di COVID-19
- 2022: Real e Non Solo (1)
- 2023: GS Ens Bologna (1)
- 2024: Gss Torino (1)
- 2025: Asdp Sordi Bari (1)

### Campionato italiano di calcio a 5 Under 21 Maschile
Albo d'oro
- 2011: PRA di Francia Palermo (1)
- 2012: SSS Milano (1)
- 2013: SSS Milano (2)
- 2014: SSS Milano (3)
- 2015: ASDP Barium (1)
- 2016: ASDP Barium (2)
- 2017: GSS Torino (1)
- 2018: Real e Non Solo (1)
- 2019: Real e Non Solo (2)
- 2020: Sospeso per la pandemia di COVID-19
- 2021: Real e Non Solo (3)
- 2022: Real e Non Solo (4)
- 2023: Real e Non Solo (5)
- 2024: Gss Modena (1)
- 2025: Real Fut5al (1)

### Campionato italiano di calcio a 5 Femminile
Albo d'oro
- 1994: US Firenze (1)
- 1995: GS Ens Messina (1)
- 1996: US Firenze (2)
- 1997: US Firenze (3)
- 1998: US Firenze (4)
- 1999: US Firenze (5)
- 2000: US Firenze (6)
- 2001: US Firenze (7)
- 2002: US Firenze (8)
- 2003: ASD Pavoni Brescia (1)
- 2004: ASD Pavoni Brescia (2)
- 2005: US Firenze (9)
- 2006: US Firenze (10)
- 2007: GSS Reggio Emilia (1)
- 2008: CSS Genova (1)
- 2009: GSS Palermo (1)
- 2010: GSS Palermo (2)
- 2011: ASDP Barium (1)
- 2012: GSS Modena (1)
- 2013: GSS Modena (2)
- 2014: SSS Milano (1)
- 2015: SSS Milano (2)
- 2016: SSS Milano (3)
- 2017: USS Bergamo (1)
- 2018: Sordapicena (1)
- 2019: CSS Genova (2)
- 2020: Sospeso per la pandemia di COVID-19
- 2021: GS Ens Messina (2)
- 2022: Pegaso Sordi Palermo (1)
- 2023: GS Ens Messina (3)
- 2024: Asd Gss Pattese (1)
- 2025: Real & non solo (1)